# 何宏成
何宏成（1957年—），甘肃定西人，汉族，第十一届全国人民代表大会广东地区代表。
毕业于国防大学联合战役指挥专业，中共党员。2008年起担任全国人大代表。歷任中國人民武裝警察部隊司令部副參謀長 、武警少將 ，2007年12月任武警江西总队总队长。2009年12月任武警广东总队总队长。